# Liste der Stolpersteine in Berlin-Bohnsdorf
Die Liste der Stolpersteine in Berlin-Bohnsdorf enthält die Stolpersteine im Berliner Ortsteil Bohnsdorf im Bezirk Treptow-Köpenick, die an das Schicksal der Menschen erinnern, die im Nationalsozialismus ermordet, deportiert, vertrieben oder in den Suizid getrieben wurden. Die Spalten der Tabelle sind selbsterklärend. Die Tabelle erfasst  einen Stolperstein.
| Bild | Name         | Standort       | Verlegedatum | Leben |  |
| ---- | ------------ | -------------- | ------------ | ----- |  |
|      | Paul Wegmann | Dahmestraße 69 | 1. Juni 2017 |       |  |